# كاميرون وينكليفوس
كاميرون وينكليفوس (مواليد 21 أغسطس 1981) (بالإنجليزية: Cameron Winklevoss) رجل أعمال ومجدّف أمريكي، مؤسس (Winklevoss Capital Management). قد شارك في مسابقة التجديف بين زوجي الرجال في أولمبياد بكين 2008 مع شقيقه التوأم وشريكه في التجديف تايلر وينكليفوس. شارك وينكليفوس في تأسيس HarvardConnection (سمي فيما بعد ConnectU) مع شقيقه كاميرون وزميلهما في جامعة هارفارد ديفيا ناريندرا. في عام 2004، أقام الأخوان وينكليفوس دعوى قضائية ضد مارك زوكربيرج، مدعيان أنه سرق فكرة ConnectU لإنشاء موقع خدمة التواصل الاجتماعي الأكثر شعبية فيسبوك.

## روابط خارجية
- كاميرون وينكليفوس على موقع IMDb (الإنجليزية)
- كاميرون وينكليفوس على موقع الاتحاد الدولي للتجديف (الإنجليزية)
- كاميرون وينكليفوس على موقع اللجنة الأولمبية الدولية (الإنجليزية)
- كاميرون وينكليفوس على موقع أوليمبيديا (الإنجليزية)